# Daniel Cosgrove
Daniel Thomas „Danny” Cosgrove (ur. 16 grudnia 1970 w New Haven) – amerykański aktor telewizyjny i filmowy, model.

## Życiorys

### Wczesne lata
Urodził się w New Haven w stanie Connecticut jako trzecie z siedmiorga dzieci. Dorastał w Branford w Connecticut. W 1989 ukończył prywatną szkołę katolicką Notre Dame High School w West Haven w Connecticut. Był komornikiem w biurze szeryfa, zanim przeprowadził się do Nowego Jorku.

### Kariera
Zadebiutował na ekranie w roli adwokata Scotta Chandlera w operze mydlanej ABC Wszystkie moje dzieci (All My Children, 1996-1998). Po raz pierwszy trafił na kinowy ekran w komedii romantycznej Moja miłość (The Object of My Affection, 1998) u boku Jennifer Aniston, Alana Aldy i Tima Daly’ego. Następnie przeniósł się do Los Angeles, gdzie otrzymał rolę Matta Durninga w operze mydlanej FOX Beverly Hills, 90210 (1998-2000). 
Zagrał także w satanistycznym telewizyjnym dreszczowcu ABC Diabelskie gimnazjum (Satan’s School for Girls, 2000) z Shannen Doherty i Kate Jackson oraz produkcjach kinowych - komedii Artie (2000), horrorze fantastycznonaukowym Zabójcze karaluchy (They Crawl, 2001) z Mickeyem Rourke, slasherze Walentynki (Valentine, 2001) z Denise Richards, Davidem Boreanazem i Katherine Heigl, komedii romantycznej Wieczny student (Van Wilder, 2002) u boku Ryana Reynoldsa, Tary Reid, Tima Mathesona, Curtisa Armstronga i Erika Estrady oraz komediodramacie fantasy Mattie Fresno i Holoflux Universe (Mattie Fresno and the Holoflux Universe, 2007) z Carol Alt.
Powrócił do Nowego Jorku, pojawił się jako dr Brad Sterling w serialu CBS Wszyscy święci (All Souls, 2001), wcielił się w postać Harlana Billa Lewisa III w operze mydlanej CBS Guiding Light (od 5 czerwca 2002 do 18 października 2005, 2007) oraz wystąpił gościnnie w serialu ABC Skazani na niewinność (In Justice, 2006) w roli Jona Lemonicka. Dołączył potem do obsady serialu ABC Seks, kasa i kłopoty (2007) jako Freddy Manson. 
W latach 2014–2016 wcielał się w rolę Aidena Jenningsa w operze mydlanej NBC Dni naszego życia.

### Życie prywatne
18 października 1997 poślubił Marie. Mają trzy córki: Lily (ur. 2000), Esme (ur. 2003), Ruby Willow (ur. 27 sierpnia 2005) i syna Finniana Jacka (ur. 4 marca 2009).